# أولاد مومن (المانيك)
أولاد مومن هو دُوَّار يقع بجماعة الساحل أولاد أحريز، إقليم برشيد، جهة الدار البيضاء سطات في المملكة المغربية. ينتمي الدوّار لمشيخة المانيك التي تضم 3 دواوير. يقدر عدد سكانه بـ 1240 نسمة حسب الإحصاء الرسمي للسكان والسكنى لسنة 2004.

## روابط خارجية
- البوابة الوطنية للجماعات الترابية
- المندوبية السامية للتخطيط